# مؤشر نشاط مرض التهاب الفقار المقسط لباث
مؤشر نشاط مرض التهاب الفقار المقسط لباث أو مؤشر باث لنشاط مرض التهاب الفقار المقسط (اختصارًا BASDAI) هو اختبار تثبيتي مُتَحقق من صحته يسمح للطبيب، عادة ما يكون أخصائي أمراض الروماتيزم، بتحديد فعالية العلاج الدوائي الحالي، أو الحاجة إلى إنشاء علاج دوائي جديد لعلاج لالتهاب الفقار المقسط. يعد هذا المؤشر واحدًا من مجموعة من معايير التصنيف لالتهاب فقاري مفصلي لاصق.

## مقاييس مؤشر باث
يتكون المؤشر من مقياس 0 - 10 يقيس الانزعاج والألم والتعب (0 لا توجد مشكلة و10 هي أسوأ مشكلة) ردًا على ستة أسئلة طرحت على المريض تتعلق بالأعراض الخمسة الرئيسية لالتهاب الفقار القسطي:
1. إعياء
2. ألم العمود الفقري
3. ألم مفصلي (ألم المفاصل) أو تورم
4. التهاب المفاصل، أو التهاب الأوتار والأربطة (مناطق الرقة الموضعية حيث تدخل الأنسجة الضامة في العظام)
5. مدة تيبس المفصل
6. شدة تصلب الصباح

لإعطاء كل عرض وزنًا متساويًا، يُأخذ متوسط الدرجتين المتعلقتين بتصلب الصباح. لِتُقسم النتيجة الناتجة من 0 إلى 50 على 5 لإعطاء درجة مؤشر نشاط مرض التهاب الفقار اللاصق النهائية من 0 إلى 10. تشير الدرجات 4 أو أكثر إلى السيطرة دون المستوى الأمثل للمرض، وعادة ما يكون هؤلاء المرضى مرشحين جيدين لتغيير علاجهم الطبي، أو قد يستفيدون من العلاج بالمستحضرات دوائية حيوية، أو قد يكونون مرشحين للتسجيل في التجربة السريرية التي تقيم العلاجات الدوائية الجديدة الموجهة لعلاج عملية مرض التهاب الفقار القسطي.

## تاريخ
في عام 1994، قام فريق بحث يتكون من أخصائيي الروماتيزم وأخصائيي العلاج الطبيعي وغيرهم ممن لديهم اهتمام خاص بالتهاب الفقار اللاصق، بتطوير المؤشر في باث بإنجلترا (ومن هنا جاء سبب "باث" في الاسم)، واصفًا أداة قياس ذاتية الإدارة مكونة من 6 أسئلة والتي أصبحت فيما بعد المعيار الذهبي لقياس وتقييم نشاط مرض التهاب الفقار القسطي.

## صلاحية وموثوقية
مؤشر نشاط مرض التهاب الفقار اللاصق هوَ إجراء سريع وبسيط يستغرق ما بين 30 ثانية و2 دقيقة لإكماله. يوضح مؤشر نشاط مرض التهاب الفقار اللاصق موثوقية ذات دلالة إحصائية (p<0.001) ويتضمن مقياسًا معقولًا. أظهرت الأعراض الفردية والمؤشر ككل توزيعًا جيدًا للدرجات، باستخدام 95% من المقياس. يظهر مؤشر نشاط مرض التهاب الفقار اللاصق حساسية للتغيير في غضون فترة زمنية قصيرة. بعد دورة العلاج الطبيعي لمدة 3 أسابيع، أظهر مؤشر نشاط مرض التهاب الفقار اللاصق تحسنًا ملحوظًا (p = 0.009) بنسبة 16.4%. نظرًا لأنَ مؤشر نشاط مرض التهاب الفقار اللاصق يعكس المرض الالتهابي المستمر، فقد يسجل المرضى الذين يعانون من مرض متقدم أو "محترق" نتائج جيدة في الاختبار على الرغم من مرضهم المتقدم.

## اختبارات ذات الصلة
تشمل الاختبارات الأخرى:
- المؤشر الوظيفي لمرض التهاب الفقار المقسط لباث [الإنجليزية]، وهو اختبار يعكس القيود الوظيفية في المرضى الذين يعانون من مرض أكثر تقدمًا.
- درجة نشاط مرض التهاب الفقار اللاصق.
- معايير نيويورك المعدلة.
- مقياس جودة الحياة لالتهاب الفقار اللاصق.
- النتيجة العالمية لالتهاب الفقار المقسط لباث.
- مؤشر قياس التهاب الفقار المقسط لباث.
- مؤشر دوغادوس الوظيفي.
- استبيان التقييم الصحي لاعتلال الفقار.[5][6]

## روابط خارجية
- ASDAS Calculator
- Online BASDAI Calculator